# Ingénieur des études et techniques de travaux maritimes
Les ingénieurs des études et techniques de travaux maritimes (IETTM) constituaient, jusqu'au 31 décembre 2014, un corps d'officiers de la Marine nationale. Ils exerçaient des fonctions techniques, d’encadrement ou de direction dans les activités liées à l'infrastructure du ministère de la Défense. Ils avaient vocation à définir, diriger et contrôler toute activité d'expertise de travaux d'infrastructure. Ils concevaient et participaient au fonctionnement du service d'infrastructure de la défense.
Ce corps militaire ne doit pas être confondu avec celui des ingénieurs des travaux maritimes - corps de fonctionnaires civils, régi par le décret du 9 juin 1931 relatif au statut des ingénieurs des travaux maritimes.

## Historique et hiérarchie
Historiquement affectés au service des travaux immobiliers et maritimes de la marine nationale, ils ont été gérés par le service d'infrastructure de la défense, de septembre 2005 à décembre 2014. Ils exerçaient leurs fonctions au sein des organismes du service d'infrastructure de la défense, des états-majors, ou au sein des forces en OPEX (opérations extérieures).
La hiérarchie du corps comprenait les grades suivants :
- aspirant

officiers subalternes :
- ingénieur de 3e classe (enseigne de vaisseau de 2e classe, sous-lieutenant)
- ingénieur de 2e classe (enseigne de vaisseau de 1re classe, lieutenant)
- ingénieur de 1re classe (lieutenant de vaisseau, capitaine)

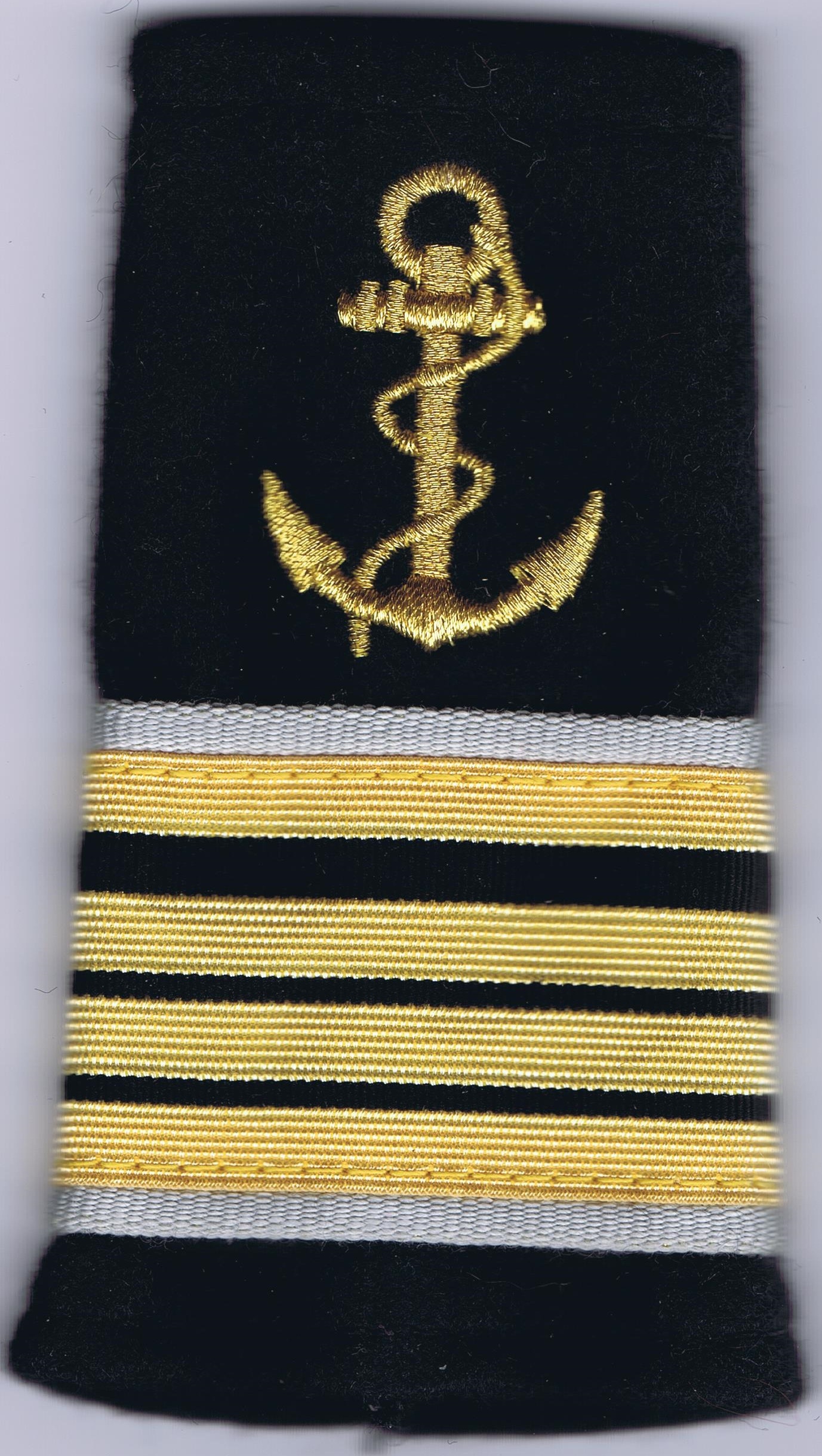
Fourreau d'ingénieur principal des études et techniques de travaux maritimes

officiers supérieurs :
- ingénieur principal (capitaine de corvette, commandant)
- ingénieur en chef de 2e classe (capitaine de frégate, lieutenant-colonel)
- ingénieur en chef de 1re classe (capitaine de vaisseau, colonel)

officiers généraux :
- ingénieur général de 2e classe (contre-amiral, général de brigade)
- ingénieur général de 1re classe (vice-amiral, général de division).

L'uniforme était celui des officiers de la marine, distingué par le port de parements gris perle.
Le recrutement s'effectuait par le biais de l'école nationale des travaux maritimes (ENTM)
Les élèves étaient recrutés par concours direct ouvert aux élèves des classes préparatoires aux grandes écoles d'ingénieurs.
La formation comportait une année de formation militaire et maritime d'officier, suivie par trois années de scolarité à l'école nationale des travaux publics de l'État.
Le corps des ingénieurs des études et techniques de travaux maritimes a été mis en extinction à partir du 1er janvier 2011. Les militaires appartenant à ce corps ont été reversés au fur et à mesure dans le corps des ingénieurs militaires d'infrastructure de la Défense (IMI). Le corps des IETTM est éteint depuis le 31 décembre 2014.